# Hôtel Ricard de Saint Albin
L'hôtel Ricard de Saint Albin ou hôtel Ribbe est un hôtel particulier situé à Aix-en-Provence. 

## Protection
Le monument fait l'objet d'un classement au titre des monuments historiques depuis 1991.